# Бербонис (Илиноис)
Бербонис (енгл. Bourbonnais) град је у америчкој савезној држави Илиноис.

## Демографија
По попису из 2010. године број становника је 18.631, што је 3.375 (22,1%) становника више него 2000. године.
| Група             | 2000.          | 2010.          |
| Белци             | 13.640 (89,4%) | 15.614 (83,8%) |
| Афроамериканци    | 701 (4,6%)     | 1.392 (7,5%)   |
| Азијати           | 365 (2,4%)     | 353 (1,9%)     |
| Хиспаноамериканци | 345 (2,3%)     | 898 (4,8%)     |
| Укупно            | 15.256         | 18.631         |